# Підпільна пошта України

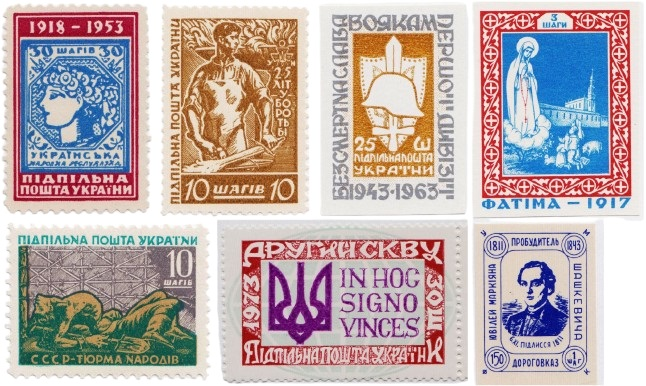
Підпільша пошта України. Непоштові марки з номіналом в шагах

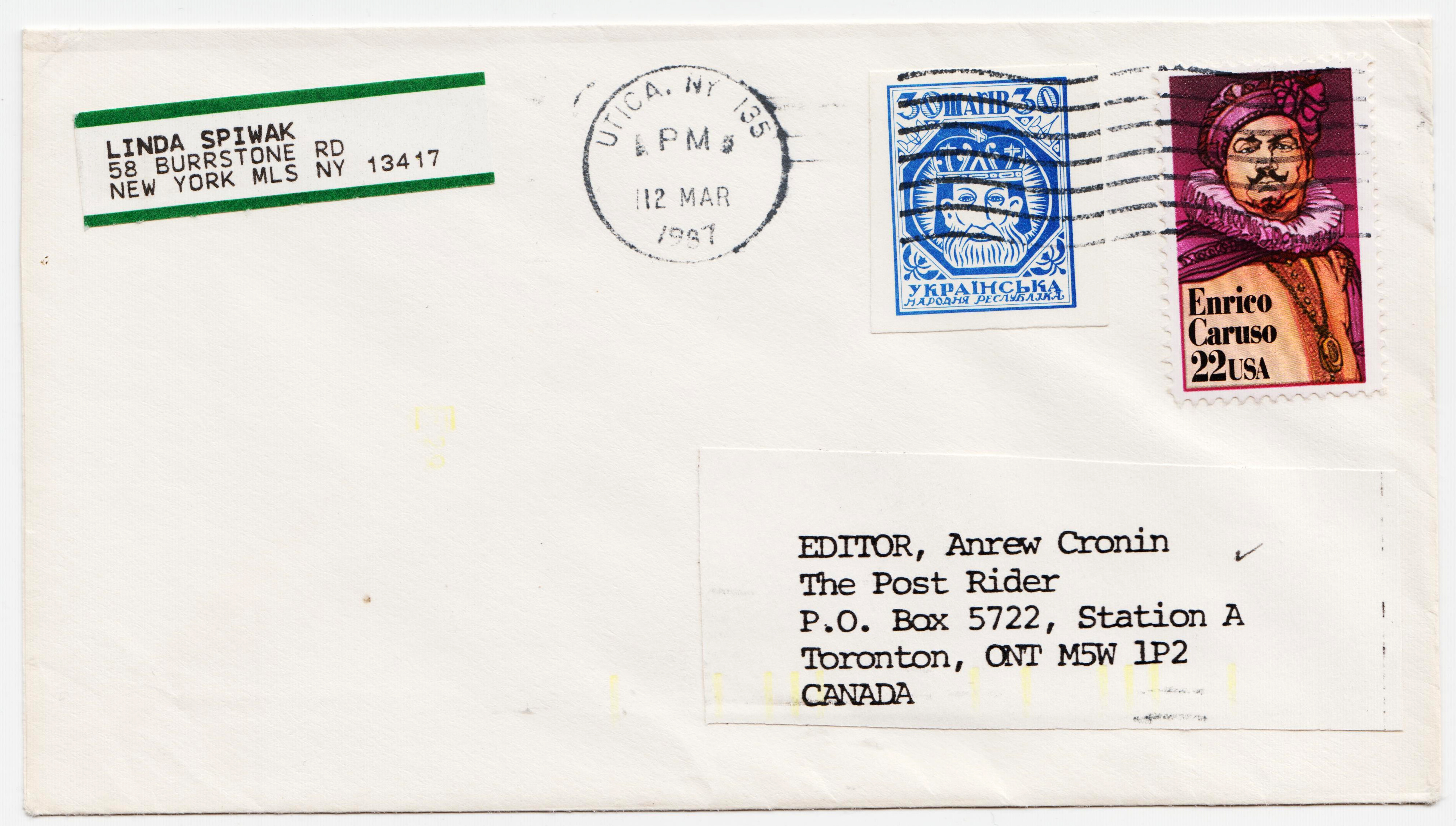
Підпільша пошта України. Конверт з США до Канади із непоштовою маркою 30 шагів на честь короля Данила

Підпільна Пошта України (скорочено ППУ) — назва невизнаного поштового відомства в рамках Закордонного поштового відділу Закордонних Частин Організації українських націоналістів революціонерів (ОУНР), яке видавало в 1949—1983 роках за кордоном українські недержавні поштові марки, що служили пропагандистським цілям.
Таборові пошти обслуговували мешканців українських таборів ДП (переміщених осіб) у Німеччині у 1947—1950 і в таборі полонених вояків 1 Української Дивізії Української Національної Армії в Ріміні (Італія) 1946—1947. Ці табори видавали власні марки й повністки та касували їх своїми штемпелями, ведучи в своєму обсязі поштову службу. Цими таборами були:
1. Реґенсбурґ (оселя Ґанґгофер), 36 випусків від 30. 6. 1947;
2. Байройт (казарми Леопольда), 12 випусків 12. 12. 1948;
3. Новий Ульм (казарми Людендорфа), 22 наддрукові випуски 7. 9. 1949;
4. Ульм над Дунаєм (казарми Седан), 4 наддруковані випуски 1. 5. 1950;
5. Ріміні, 28 купюр марок і блок, 12 листівок, з номіналом у шагах, гривнях[джерело?]